# Paluchy
Paluchy est une localité polonaise de la gmina de Sieniawa, située dans le powiat de Przeworsk en voïvodie des Basses-Carpates.